# UEFAネーションズリーグ2020-21・リーグD
UEFAネーションズリーグ2020-21・リーグDは、は欧州サッカー連盟(UEFA) が主催し加盟55協会が参加するサッカーの国際大会であるUEFAネーションズリーグ2020-21の第4ディビジョン。

## フォーマット
前回大会からフォーマットが変更され、リーグDの参加チームは16チームから7チームに削減された 。前回大会終了後の総合ランキング49位から55位のチームで構成され、ランキングに基づいて2つのポットに振り分けた上で組み合わせ抽選を行った。各チームは、2020年9月、10月、11月の国際Aマッチデーにホーム・アンド・アウェー2回戦総当たりのリーグ戦（各チーム4または6試合）を戦い、各グループの勝者は次シーズンのUEFAネーションズでリーグCに昇格する。

## チーム

### チームの変更
以下は、2018-19シーズンからのリーグDのチーム変更状況。
| グループの勝者： - ベラルーシ - ジョージア - コソボ - 北マケドニア | フォーマット変更による昇格： - アルメニア - アゼルバイジャン - カザフスタン - ルクセンブルク - モルドバ |

次のチーム変更は当初、リーグDで発生するように設定されていたが、フォーマット変更のため降格されたチームがなくなった。
| - キプロス - エストニア - リトアニア - スロベニア |

### 組み合わせ抽選
抽選時のポット振り分けにおいては、従来のレギュレーションで残留したチームについては前回大会の総合ランキングを元にして順番に振り分けられた  。この振り分けは2019年12月4日に承認され 、アクセスリストのランキングに基づいた。  
| チーム             |    |
| ------------------ | -- |
| ジブラルタル       | 49 |
| フェロー諸島       | 50 |
| ラトビア           | 51 |
| リヒテンシュタイン | 52 |

| チーム     |    |
| ---------- | -- |
| アンドラ   | 53 |
| マルタ     | 54 |
| サンマリノ | 55 |

抽選は、2020年3月3日18：00 （CET） にオランダ・アムステルダムにあるベルラー・ヴァン・ベルラーヘ（英語版）で行われた   。

## グループ
抽選結果は2020年3月3日にUEFAによって承認された   。 2020年6月17日、UEFA実行委員会は2020年10月と11月のリーグフェーズスケジュールを調整し、 UEFA EURO2020予選プレーオフを完了できるようにした  。変更に続いて、2020年10月と11月のフィクスチャの改訂されたスケジュールが2020年6月26日にUEFAによってリリースされた。   
時間は特記なき限り中央ヨーロッパ時間(CET, UTC+1) / 中央ヨーロッパ夏時間(CEST, UTC+2) 表記 （現地時間が異なる場合は括弧内に表記）。

### グループ1
| 順 | チーム           | 試 | 勝 | 分 | 敗 | 得 | 失 | 差  | 点 | 昇格        |     | フェロー諸島 | マルタ | ラトビア | アンドラ |
| -- | ---------------- | -- | -- | -- | -- | -- | -- | --- | -- | ----------- | --- | ------------ | ------ | -------- | -------- |
| 1  | フェロー諸島 (P) | 6  | 3  | 3  | 0  | 9  | 5  | +4  | 12 | リーグC昇格 |     | —            | 3–2    | 1–1      | 2–0      |
| 2  | マルタ           | 6  | 2  | 3  | 1  | 8  | 6  | +2  | 9  |             |     | 1–1          | —      | 1–1      | 3–1      |
| 3  | ラトビア         | 6  | 1  | 4  | 1  | 8  | 4  | +4  | 7  |             | 1–1 | 0–1          | —      | 0–0      |          |
| 4  | アンドラ         | 6  | 0  | 2  | 4  | 1  | 11 | −10 | 2  |             | 0–1 | 0–0          | 0–5    | —        |          |

| 2020年9月3日 18:00 (19:00 UTC+3) |

| ラトビア | 0 – 0         | アンドラ |
|          | Report (UEFA) |          |

| ダウガヴァ・スタジアム, リガ · 観客数: 0 · 主審: ティモテオス・クリストフィ ( キプロス) |

| 2020年9月3日 20:45 (19:45 UTC+1) |

| フェロー諸島                                                | 3 – 2         | マルタ                            |
| K.オルセン 25分 · A.オルセン 87分 · B.ヘンドリクソン 90+1分 | Report (UEFA) | デガブリエレ 37分 · アジュス 73分 |

| トースヴェリュール, トースハウン · 観客数: 0 · 主審: アダム・ファーカス ( ハンガリー) |

| 2020年9月6日 15:00 |

| アンドラ | 0 – 1         | フェロー諸島    |
|          | Report (UEFA) | K.オルセン 31分 |

| エスタディ・ナシオナル, アンドラ・ラ・ベリャ · 観客数: 0 · 主審: ハラルド・レヒナー ( オーストリア) |

| 2020年9月6日 20:45 |

| マルタ        | 1 – 1         | ラトビア               |
| ヌウォコ 15分 | Report (UEFA) | ギラウマー 25分 (o.g.) |

| 国立競技場, タカリ · 観客数: 0 · 主審: ステファニー・フラパール ( フランス) |

| 2020年10月10日 18:00 (17:00 UTC+1) |

| フェロー諸島  | 1 – 1         | ラトビア            |
| フェーロ 28分 | Report (UEFA) | イカウニェクス 25分 |

| トースヴェリュール, トースハウン · 観客数: 447 · 主審: イヴァイロ・ストヤノフ ( ブルガリア) |

| 2020年10月10日 20:45 |

| アンドラ | 0 – 0         | マルタ |
|          | Report (UEFA) |        |

| エスタディ・ナシオナル, アンドラ・ラ・ベリャ · 観客数: 0 · 主審: アラン・デュリュー ( ルクセンブルク) |

| 2020年10月13日 18:00 (19:00 UTC+3) |

| ラトビア | 0 – 1         | マルタ        |
|          | Report (UEFA) | ボルグ 90+7分 |

| ダウガヴァ・スタジアム, リガ · 観客数: 953 · 主審: イワン・アーウェル・グリフィス ( ウェールズ) |

| 2020年10月13日 20:45 (19:45 UTC+1) |

| フェロー諸島          | 2 – 0         | アンドラ |
| K.オルセン 19分, 33分 | Report (UEFA) |          |

| トースヴェリュール, トースハウン · 観客数: 412 · 主審: アンティ・ムヌッカ ( フィンランド) |

| 2020年11月14日 15:00 |

| マルタ                                                       | 3 – 1         | アンドラ   |
| E.ガルシア 56分 (o.g.) · デガブリエレ 59分 · ディメク 90+3分 | Report (UEFA) | レベス 3分 |

| 国立競技場, タカリ · 観客数: 0 · 主審: ピーター・クラロヴィッチ ( スロバキア) |

| 2020年11月14日 18:00 (19:00 UTC+2) |

| ラトビア        | 1 – 1         | フェロー諸島    |
| カメシュス 59分 | Report (UEFA) | バトナマル 60分 |

| ダウガヴァ・スタジアム, リガ · 観客数: 0 · 主審: ニコラ・ダバノヴィッチ ( モンテネグロ) |

| 2020年11月17日 20:45 |

| アンドラ | 0 – 5         | ラトビア                                                                                             |
|          | Report (UEFA) | セルノモルディス 6分 · イカウニェクス 57分, 60分 · グトコフスキス 70分 (pen.) · クロリス 90分 (pen.) |

| エスタディ・ナシオナル, アンドラ・ラ・ベリャ · 観客数: 0 · 主審: ディミター・メッカロフスキー ( 北マケドニア) |

| 2020年11月17日 20:45 |

| マルタ          | 1 – 1         | フェロー諸島    |
| ギラウマー 54分 | Report (UEFA) | ジョンソン 70分 |

| 国立競技場, タカリ · 観客数: 0 · 主審: クリスト・トーバー ( エストニア) |

### グループ2
| 順 | チーム             | 試 | 勝 | 分 | 敗 | 得 | 失 | 差 | 点 | 昇格        |     | ジブラルタル | リヒテンシュタイン | サンマリノ |
| -- | ------------------ | -- | -- | -- | -- | -- | -- | -- | -- | ----------- | --- | ------------ | ------------------ | ---------- |
| 1  | ジブラルタル (P)   | 4  | 2  | 2  | 0  | 3  | 1  | +2 | 8  | リーグC昇格 |     | —            | 1–1                | 1–0        |
| 2  | リヒテンシュタイン | 4  | 1  | 2  | 1  | 3  | 2  | +1 | 5  |             |     | 0–1          | —                  | 0–0        |
| 3  | サンマリノ         | 4  | 0  | 2  | 2  | 0  | 3  | −3 | 2  |             | 0–0 | 0–2          | —                  |            |

| 2020年9月5日 15:00 |

| ジブラルタル    | 1 – 0         | サンマリノ |
| トッリッラ 42分 | Report (UEFA) |            |

| ヴィクトリア・スタジアム, ジブラルタル · 観客数: 0 · 主審: アレクサンドル・アヌフライエフス ( ラトビア) |

| 2020年9月8日 20:45 |

| サンマリノ | 0 – 2         | リヒテンシュタイン                    |
|            | Report (UEFA) | ハスラー 3分 (pen.) · Y.フリック 14分 |

| スタディオ・ロメオ・ネーリ, リミニ (イタリア) · 観客数: 50 · 主審: エネア・ヨルギ ( アルバニア) |

| 2020年10月10日 18:00 |

| リヒテンシュタイン | 0 – 1         | ジブラルタル  |
|                    | Report (UEFA) | デ・バル 10分 |

| ラインパーク・シュタディオン, ファドゥーツ · 観客数: 178 · 主審: キリル・レブニコフ ( ロシア) |

| 2020年10月13日 20:45 |

| リヒテンシュタイン | 0 – 0         | サンマリノ |
|                    | Report (UEFA) |            |

| ラインパーク・シュタディオン, ファドゥーツ · 観客数: 178 · 主審: ヨルゲン・ダウピア ( デンマーク) |

| 2020年11月14日 15:00 |

| サンマリノ | 0 – 0         | ジブラルタル |
|            | Report (UEFA) |              |

| サンマリノ・スタジアム, セラヴァッレ · 観客数: 0 · 主審: カテルィーナ・モンズール ( ウクライナ) |

| 2020年11月17日 20:45 |

| ジブラルタル                 | 1 – 1         | リヒテンシュタイン |
| （フロンメルト） 17分 (o.g.) | Report (UEFA) | N.フリック 44分    |

| ヴィクトリア・スタジアム, ジブラルタル · 観客数: 0 · 主審: トゥルスティン・ファルギア・カーン ( マルタ) |

## 総合ランキング
| Rnk | グ | チーム             | 試 | 勝 | 分 | 敗 | 得 | 失 | 差  | 点 |
| --- | -- | ------------------ | -- | -- | -- | -- | -- | -- | --- | -- |
| 49  | D2 | ジブラルタル       | 4  | 2  | 2  | 0  | 3  | 1  | +2  | 8  |
| 50  | D1 | フェロー諸島       | 4  | 1  | 3  | 0  | 6  | 5  | +1  | 6  |
|     |    |                    |    |    |    |    |    |    |     |    |
| 51  | D2 | リヒテンシュタイン | 4  | 1  | 2  | 1  | 3  | 2  | +1  | 5  |
| 52  | D1 | マルタ             | 4  | 1  | 2  | 1  | 5  | 5  | 0   | 5  |
|     |    |                    |    |    |    |    |    |    |     |    |
| 53  | D1 | ラトビア           | 4  | 0  | 3  | 1  | 3  | 4  | −1  | 3  |
| 54  | D2 | サンマリノ         | 4  | 0  | 2  | 2  | 0  | 3  | −3  | 2  |
|     |    |                    |    |    |    |    |    |    |     |    |
| 55  | D1 | アンドラ           | 6  | 0  | 2  | 4  | 1  | 11 | −10 | 2  |

### 注記
1. 1 2 3 4 5  ヨーロッパにおける2019年コロナウイルス感染症の流行状況を踏まえ、2020年9月に行われた全試合は無観客試合で行われた[19][20]。
2. 1 2 3 4 5 6 7  ヨーロッパにおける2019年コロナウイルス感染症の流行状況を踏まえ、試合は無観客試合で行われた。
3. ↑  サンマリノ対リヒテンシュタインの試合は、当初サンマリノ・セラヴァッレのサンマリノ・スタジアムで開催予定だったが、リヒテンシュタインの感染対策を管轄するスイス連邦政府（英語版）公衆衛生局（英語版）が2020年9月7日の時点で、スイス連邦への再入国に対する強制検疫期間を設ける対象にサンマリノを含めたことから、サンマリノに近接するイタリア/リミニのスタディオ・ロメオ・ネーリ（英語版）に会場を移して行われることになった[33][34]。